# Charco del Pozo
Charco del Pozo är en ort i Mexiko.   Den ligger i kommunen Florencio Villarreal och delstaten Guerrero, i den södra delen av landet, 300 km söder om huvudstaden Mexico City. Charco del Pozo ligger 22 meter över havet och antalet invånare är 246.
Terrängen runt Charco del Pozo är platt. Runt Charco del Pozo är det ganska tätbefolkat, med 65 invånare per kvadratkilometer. Närmaste större samhälle är Cruz Grande, 4,4 km norr om Charco del Pozo. Omgivningarna runt Charco del Pozo är en mosaik av jordbruksmark och naturlig växtlighet.